# Japón en los Juegos Olímpicos de Tokio 2020
Japón estuvo representado en los Juegos Olímpicos de Tokio 2020 por un total de 587 deportistas que compitieron en 34 deportes. Responsable del equipo olímpico fue el Comité Olímpico Japonés, así como las federaciones deportivas nacionales de cada deporte con participación.
Los portadores de la bandera en la ceremonia de apertura fueron el jugador de baloncesto Rui Hachimura y la luchadora Yui Susaki.

## Medallistas
El equipo olímpico de Japón obtuvo las siguientes medallas:
| Nombre | Deporte            | Competición           |
| --- | ------------------ | --------------------- |
| Oro |                    |                       |
| Equipo | Béisbol            | Torneo M              |
| Sena Irie | Boxeo              | Pluma (54–57 kg) F    |
| Koki Kano Kazuyasu Minobe Masaru Yamada Satoru Uyama | Esgrima            | Espada por equipos M  |
| Daiki Hashimoto | Gimnasia artística | Concurso individual M |
| Daiki Hashimoto | Gimnasia artística | Barra fija M          |
| Naohisa Takato | Judo               | –60 kg M              |
| Hifumi Abe | Judo               | –66 kg M              |
| Shohei Ono | Judo               | –73 kg M              |
| Takanori Nagase | Judo               | –81 kg M              |
| Aaron Wolf | Judo               | –100 kg M             |
| Uta Abe | Judo               | –52 kg F              |
| Chizuru Arai | Judo               | –70 kg F              |
| Shori Hamada | Judo               | –78 kg F              |
| Akira Sone | Judo               | +78 kg F              |
| Ryo Kiyuna | Karate             | Kata M                |
| Takuto Otoguro | Lucha libre        | 65 kg M               |
| Yui Susaki | Lucha libre        | 50 kg F               |
| Mayu Mukaida | Lucha libre        | 53 kg F               |
| Risako Kawai | Lucha libre        | 57 kg F               |
| Yukako Kawai | Lucha libre        | 62 kg F               |
| Yui Ohashi | Natación           | 200 m estilos F       |
| Yui Ohashi | Natación           | 400 m estilos F       |
| Yuto Horigome | Skateboarding      | Calle M               |
| Momiji Nishiya | Skateboarding      | Calle F               |
| Sakura Yosozumi | Skateboarding      | Parque F              |
| Equipo | Sóftbol            | Torneo F              |
| Jun Mizutani Mima Ito | Tenis de mesa      | Dobles mixto          |
| Plata |                    |                       |
| Koki Ikeda | Atletismo          | 20 km marcha M        |
| Equipo | Baloncesto         | Torneo F              |
| Yumi Kajihara | Ciclismo en pista  | Ómnium F              |
| Miho Nonaka | Escalada           | Combinada F           |
| Daiki Hashimoto Kazuma Kaya Takeru Kitazono Wataru Tanigawa                                                                                                   | Gimnasia artística | Equipo M              |
| Mone Inami | Golf               | Individual F          |
| Funa Tonaki | Judo               | –48 kg F              |
| Hifumi Abe Uta Abe Chizuru Arai Shori Hamada Hisayoshi Harasawa Shoichiro Mukai Takanori Nagase Shohei Ono Akira Sone Miku Tashiro Aaron Wolf Tsukasa Yoshida | Judo               | Equipo mixto          |
| Kiyou Shimizu | Karate             | Kata F                |
| Kenichiro Fumita | Lucha grecorromana | 60 kg M               |
| Tomoru Honda | Natación           | 200 m mariposa M      |
| Kokona Hiraki | Skateboarding      | Parque F              |
| Kanoa Igarashi | Surf               | Individual M          |
| Miu Hirano Kasumi Ishikawa Mima Ito | Tenis de mesa      | Equipo F              |
| Bronce |                    |                       |
| Toshikazu Yamanishi | Atletismo          | 20 km marcha M        |
| Yuta Watanabe Arisa Higashino | Bádminton          | Dobles mixto          |
| Ryomei Tanaka | Boxeo              | Mosca (52 kg) M       |
| Tsukimi Namiki | Boxeo              | Mosca (48–51 kg) F    |
| Akiyo Noguchi | Escalada           | Combinada F           |
| Kazuma Kaya | Gimnasia artística | Caballo con arcos M   |
| Mai Murakami | Gimnasia artística | Suelo F               |
| Mikiko Ando | Halterofilia       | 59 kg F               |
| Tsukasa Yoshida | Judo               | –57 kg F              |
| Ryutaro Araga | Karate             | +75 kg M              |
| Shohei Yabiku | Lucha grecorromana | 77 kg M               |
| Funa Nakayama | Skateboarding      | Calle F               |
| Amuro Tsuzuki | Surf               | Individual F          |
| Tomokazu Harimoto Jun Mizutani Koki Niwa | Tenis de mesa      | Equipo M              |
| Mima Ito | Tenis de mesa      | Individual F          |
| Takaharu Furukawa | Tiro con arco      | Individual M          |
| Takaharu Furukawa Yuki Kawata Hiroki Muto | Tiro con arco      | Equipo M              |